# 562

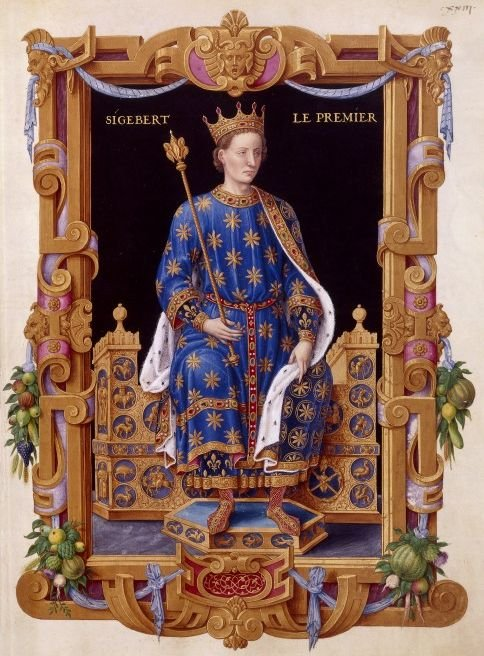
Koning Sigebert I (ca. 535-575)

Het jaar 562 is het 62e jaar in de 6e eeuw volgens de christelijke jaartelling.

## Gebeurtenissen

### Byzantijnse Rijk
- Keizer Justinianus I sluit na jarenlange onderhandelingen een 50-jarige vrede met het Perzische Rijk. De laatsten ontruimen Lazica (huidige Georgië) en de provincie wordt een Byzantijnse vazalstaat.
- Koning Khusro I trekt het Perzische leger terug uit Armenië en Syrië. Justinianus I betaalt hem voor de "vrede" een jaarlijkse schatting van 5.000 pond (goud).
- Belisarius wordt, op beschuldiging van onbetrouwbaarheid (corruptie) door zijn vroegere secretaris Procopius van Caesarea, veroordeeld tot de gevangenis.

### Europa
- Koning Sigebert I slaat bij Regensburg (Thüringen) een inval van de Avaren af. Hij verplaatst zijn hoofdstad van Reims naar Metz. (waarschijnlijke datum)

### Azië
- De secundaire hoofdstad Taiyuan van de Noordelijke Qi-dynastie (China) wordt herbouwd en speelt een centrale rol in de ontwikkeling van het boeddhisme.
- Op het Koreaans Schiereiland verovert Silla onder het bewind van koning Jinheung het koninkrijk Daegaya.

### Meso-Amerika
- In het centrale leefgebied van de Maya's wordt de stad Tikal (Guatemala) onderworpen door de stadstaat Caracol (huidig Belize).